# Unité urbaine de la Voulte-sur-Rhône
L'unité urbaine de la Voulte-sur-Rhône est une unité urbaine française centrée sur la commune de La Voulte-sur-Rhône, en Ardèche. 

## Données générales
En 2010, selon l'Insee, l'unité urbaine était composée de trois communes, toutes situées dans l'arrondissement de Privas.
En 2020, à la suite d'un nouveau zonage, elle est composée des trois mêmes communes.
En 2022, avec 8 226 habitants, elle représente la 5e unité urbaine intra-départementale du département de l'Ardèche.

## Composition de l'unité urbaine en 2020
Elle est composée des trois communes suivantes :
| Nom                                | Code Insee | Département | Statut       | Superficie (km2) | Population (dernière pop. légale) | Densité (hab./km2) | Modifier                                    |
| ---------------------------------- | ---------- | ----------- | ------------ | ---------------- | --------------------------------- | ------------------ | ------------------------------------------- |
| La Voulte-sur-Rhône (ville-centre) | 07349      | Ardèche     | ville-centre | 9,70             | 4 762 (2022)                      | 491                | modifier les données · modifier les données |
| Beauchastel                        | 07027      | Ardèche     | banlieue     | 8,46             | 1 847 (2022)                      | 218                | modifier les données · modifier les données |
| Saint-Laurent-du-Pape              | 07261      | Ardèche     | banlieue     | 20,10            | 1 617 (2022)                      | 80                 | modifier les données · modifier les données |

## Évolution démographique
| 1968  | 1975  | 1982  | 1990  | 1999  | 2008  | 2013  | 2019  |
| ----- | ----- | ----- | ----- | ----- | ----- | ----- | ----- |
| 8 236 | 8 595 | 8 085 | 7 784 | 8 028 | 8 222 | 8 478 | 8 281 |

#### Données générales
- Unité urbaine
- Aire d'attraction d'une ville
- Aire urbaine (France)
- Liste des unités urbaines de France

#### Données démographiques en rapport avec l'unité urbaine de la Voulte-sur-Rhône
- Aire d'attraction de Valence (Drôme)
- Aire d'attraction de la Voulte-sur-Rhône
- Arrondissement de Privas

#### Données démographiques en rapport avec l'Ardèche
- Démographie de l'Ardèche